# HITCHHIKER
『HITCHHIKER』（ヒッチハイカー）は、日本の男性アイドルグループJO1の8枚目のシングル。2024年5月29日にLAPONEエンタテインメントより発売。

## 概要
本作のキャッチコピーは「愛を探して旅立つ HITCHHIKER」である。
今作では『どこにあるのかわからない愛を探して旅に出たり、愛する人へ勇気を出して告白したり、時には誘惑するなど、今作では様々な愛の形を歌いながら青春を生きる人々の愛を応援する一方、その全ての旅の過程が”青春のロマン”だということ』が表現された。
リード曲「Love seeker（ラブ・シーカー)」は、ファンキーなビートとライブサウンドが目立つ楽曲である。
同曲は2024年5月1日に東京・豊洲PITで行われたイベント「JO1 8TH SINGLE "HITCHHIKER" PREMIUM PRE-SHOWCASE『Where is my love?』」にて初披露され、5月12日にサブスクリプションサービスにおいても先行配信を開始した。17日にはテレビ朝日系の音楽番組『ミュージックステーション』で地上波初披露、そして23日には韓国・Mnetの音楽番組『M COUNTDOWN』で韓国語バージョンを披露、これを含む計6つの韓国音楽番組に出演した。
同年2月19日にデジタルシングルとしてリリースされた「Aqua」を含む全6曲が形態別に収録されている。

## 収録曲

### 初回限定盤A
CD+DVD
1. Love seeker  (02:54)
作詞：Ellie Love、Masami Kakinuma、Kevin_D (D_answer)、Charlotte Wilson、CELOTRON (Decade +)
作曲：Kevin_D (D_answer)、Ddank (D_answer)、zamun (D_answer)、Charlotte Wilson、CELOTRON (Decade +)
編曲：Kevin_D (D_answer)、Ddank (D_answer)、zamun (D_answer)
振付：
Ellie Loveは『OH-EH-OH』『MONSTAR』『Love & Hate』『16(Sixteen)』『Tiger』『Forever Here』『Trigger』『Gradation』作詞を手がけている。
Masami Kakinumaは『Itty Bitty』『Fairytale』作詞を手がけている。
Kevin_D (D_answer)は『Venus』作詞作曲を手がけている。
Charlotte Wilsonは『Fairytale』作曲を手がけている。
CELOTRON (Decade +)は『RadioVision』作詞作曲編曲、『Fairytale』作曲を手がけている。
2. Test Drive (03:12)
作詞：Chiaki Nagasawa、Ryo Ito、Masami Kakinuma、NATHAN、Kim HyeJung、Ronnie Icon、Kyler Niko
作曲：NATHAN、Kyler Niko、Ronnie Icon、ONE.KI、Charlotte Wilson、CELOTRON (Decade +)、Taneisha Jackson、Hwang Jaehyun、XERRY、SEOA、Lee Beomhun、Elum
編曲：NATHAN、Lee Beomhun
振付：
Chiaki Nagasawaは『Dot-Dot-Dot』作詞を手がけている。
Ryo Itoは『Dot-Dot-Dot』『Mad In Love』作詞を手がけている。
Ronnie Iconは『Fairytale』作詞作曲、『SuperCali』作曲を手がけている。
Kyler Nikoは『SuperCali』『Fairytale』作曲を手がけている。
ONE.KIは『Romance』『Fairytale』作曲を手がけている。
Taneisha Jacksonは『Fairytale』作曲を手がけている。
Elumは『SuperCali』作曲を手がけている。
3. Lemon Candy (03:07)
作詞：Yu-ki Kokubo、YHEL、JUNKI、Jung Yonghwa
作曲：Jung Yonghwa、Park Soosuk、Seo Jieun
編曲：Park Soosuk、Seo Jieun
振付：
Yu-ki Kokuboは『Happy Merry Christmas (JO1 ver.)』作詞作曲を手がけている。
4. Sugar (02:50)
作詞：TSINGTAO、Ryo Ito、COME
作曲：SEAN OH、COME、Wonder B
編曲：Wonder B、SEAN OH
振付：
TSINGTAOは『Mad In Love』作詞を手がけている。

DVD
1. アイのBINGOを目指せ!LOVE MISSION HIKER (前編)
2. 16(Sixteen) LIVE PERFORMANCE (2023 JO1 2ND ARENA LIVE TOUR 'BEYOND THE DARK' 2023.08.06 TOKYO 有明アリーナ夜公演)

### 初回限定盤B
CD+DVD
1. Love seeker  (02:54)
2. Test Drive (03:12)
3. Lemon Candy (03:07)
4. Lied to you (02:58)
作詞：Kana Tetsuha
作曲：Aron Bergerwall、Nick Bradley、Amanda Jerlov
編曲：aron wyme
振付：

DVD
1. アイのBINGOを目指せ!LOVE MISSION HIKER (後編)
2. 流星雨 LIVE PERFORMANCE (2023 JO1 2ND ARENA LIVE TOUR 'BEYOND THE DARK' 2023.10.19 OSAKA 大阪城ホール公演)

### 通常盤
CD
1. Love seeker  (02:54)
2. Test Drive (03:12)
3. Lemon Candy (03:07)
4. Aqua (03:16)
作詞：Anna Kusakawa、Itsuka、Hiyori Nara、gratia
作曲：Anna Kusakawa、Kengo Ishibashi、Osamu Fukuzawa
編曲：Kengo Ishibashi、Osamu Fukuzawa
振付：
Anna Kusakawaは『Dreamer』『We Good』作詞を手がけている。
gratiaは『RadioVision』『Venus』作詞を手がけている。

## チャート成績
オリコンチャート
- オリコンデイリーシングルランキング（2024年5月28日、5月29日、5月30日・5月31日・6月1日付）で1位。デビューから8作連続で1位[14]。

| 日付             | 順位 | 推定売上枚数 | 出典   |
| ---------------- | ---- | ------------ | ------ |
| 2024年05月28日付 | 1位  | 415,697枚    | [ 15 ] |
| 2024年05月29日付 | 1位  | 037,567枚    | [ 16 ] |
| 2024年05月30日付 | 1位  | 018,625枚    | [ 17 ] |
| 2024年05月31日付 | 1位  | 09,590枚     | [ 18 ] |
| 2024年06月01日付 | 1位  | 013,486枚    | [ 19 ] |
| 2024年06月02日付 | 1位  | 010,654枚    | [ 20 ] |
| 2024年06月03日付 | 3位  | 02,637枚     | [ 21 ] |

- オリコン週間シングルランキング（2024年6月10日付）で1位。初週売上は50.6万枚。2022年10月24日付での「MIDNIGHT SUN（SuperCali）」の49.2万枚を上回り、自己最高を記録。シングル初週売上50万枚を突破するのは2024年度では5作目。2020年3月16日付でのデビューシングル「PROTOSTAR（無限大）」から8作連続通算8作目の1位。デビュー（1st）シングルから8作連続の1位獲得は、2022年11月7日付の日向坂46「月と星が踊るMidnight」以来、1年7ヶ月ぶり。男性アーティストでは2021年10月18日付のKing & Prince「恋降る月夜に君想ふ」以来、2年8ヶ月ぶりとなった[2]。

| 日付             | 順位 | 推定売上枚数 | 累計売上枚数 | 出典         |
| ---------------- | ---- | ------------ | ------------ | ------------ |
| 2024年06月10日付 | 01位 | 505,623枚    | 505,623枚    | [ 2 ] [ 22 ] |
| 2024年06月17日付 | 05位 | 017,460枚    | 523,083枚    | [ 23 ]       |
| 2024年06月24日付 | 23位 | 01,975枚     | 525,058枚    | [ 24 ]       |
| 2024年07月01日付 | 31位 | 01,233枚     | 526,291枚    | [ 25 ]       |
| 2024年07月08日付 | 37位 | 01,079枚     | 527,370枚    | [ 26 ]       |
| 2024年07月15日付 | 34位 | 0,826枚      | 528,196枚    | [ 27 ]       |
| 2024年07月22日付 | 49位 | 0,558枚      | 528,754枚    | [ 28 ]       |
| 2024年07月29日付 | 45位 | 0,736枚      | 529,490枚    | [ 29 ]       |

- オリコン週間デジタルシングル（単曲）ランキング（2024年6月10日付）で『Love seeker』が最高順位2位。

| 日付             | 順位 | 週間ダウンロード数 | 累計ダウンロード数 | 出典   |
| ---------------- | ---- | ------------------ | ------------------ | ------ |
| 2021年06月10日付 | 02位 | 28,720DL           | 30,332DL           | [ 30 ] |
| 2021年06月17日付 | 35位 | 01,523DL           | 31,855DL           | [ 31 ] |

- オリコン週間デジタルアルバムランキング（2024年6月10日付）で『HITCHHIKER (Special Edition)』が最高順位2位。

| 日付             | 順位 | 週間ダウンロード数 | 累計ダウンロード数 | 出典   |
| ---------------- | ---- | ------------------ | ------------------ | ------ |
| 2021年06月10日付 | 02位 | 4,008DL            | 4,008DL            | [ 32 ] |
| 2021年06月17日付 | 37位 | 0,126DL            | 4,134DL            | [ 33 ] |

- オリコン週間合算シングルランキング（2024年6月10日付）で1位[3]。CDで50万5623PT、デジタルシングル（単曲）で1万2015PT、ストリーミングで2万5119PTを獲得。週間ポイントは、週間54万2757PTで、2022年10月24日付での「MIDNIGHT SUN（SuperCali）」の53万2178PTを上回り、自己最高を記録。週間ポイント50万PT超え作品数は、通算2作となった。

| 日付             | 順位 | 換算売上ポイント | 累計ポイント | 出典   |
| ---------------- | ---- | ---------------- | ------------ | ------ |
| 2024年06月10日付 | 01位 | 542,757pt        | 641,451pt    | [ 3 ]  |
| 2024年06月17日付 | 04位 | 041,098pt        | 682,549pt    | [ 34 ] |
| 2024年06月24日付 | 18位 | 022,138pt        | 704,687pt    | [ 35 ] |
| 2024年07月01日付 | 21位 | 018,941pt        | 723,628pt    | [ 36 ] |
| 2024年07月08日付 | 20位 | 016,502pt        | 740,130pt    | [ 37 ] |
| 2024年07月15日付 | 29位 | 014,754pt        | 754,884pt    | [ 38 ] |
| 2024年07月22日付 | 35位 | 013,287pt        | 768,171pt    | [ 39 ] |
| 2024年07月29日付 | 38位 | 012,746pt        | 780,917pt    | [ 40 ] |
| 2024年08月05日付 | 43位 | 012,435pt        | 793,352pt    | [ 41 ] |
| 2024年08月12日付 | 37位 | 011,455pt        | 804,807pt    | [ 42 ] |
| 2024年08月19日付 | 50位 | 010,065pt        | 814,872pt    | [ 43 ] |

Billboard JAPAN
- Billboard JAPAN ストリーミング・ソング・チャート[注 1]で「Love seeker」が最高25位。
- Billboard JAPAN 週間シングル・セールス・チャート[注 2]「Top Singles Sales」（2024年6月5日公開）で1位。初週売上枚数は738,776枚[44][6]。
- Billboard JAPANダウンロード・ソング・チャート“Download Songs”（集計期間：2024年5月27日～6月2日）では、リード曲『Love seeker』が15,613ダウンロード（DL）を売り上げて最高順位3位[8]。
- Billboard JAPAN 総合ソング・チャート「JAPAN HOT 100」で最高順位1位[7]。CDセールス1位、ダウンロード3位、ラジオ5位、ストリーミング25位、動画再生31位。

タワーレコード
- TOWER RECORDS ONLINE「J-POPシングル ウィークリー予約TOP30」（2024年4月30日付）で1位[45]。